# Still Climbing
Still Climbing ist der Titel des 1994 erschienenen vierten und letzten Studioalbums der US-amerikanischen Rockband Cinderella.

## Hintergrund
Ihren kommerziell größten Erfolg hatten Cinderella 1988 mit ihrem zweiten Album Long Cold Winter gehabt, das in den USA die Top Ten der Billboard Charts erreicht und es in Deutschland bis auf Platz 24 geschafft hatte. Das Album war noch im Jahr seines Erscheinens in den USA zweifach mit Platin ausgezeichnet worden. Diesen Erfolg konnte sie mit dem 1990 erschienenen Heartbreak Station zwar nicht wiederholen, für Platz 19 und eine Platinauszeichnung in den USA sowie Chartnotierungen in Großbritannien (Platz 36) und Deutschland (Platz 34) reichte es dennoch.
1991, noch während der Tournee zu Heartbreak Station, hatte Sänger Tom Keifer eine neurologisch bedingte Lähmung (Parese) der Kehlkopfmuskulatur erlitten. Durch die erforderliche Behandlung und den anschließenden Heilungsprozess mussten die Aufnahmen für das geplante vierte Album der Gruppe mehrfach verschoben werden. Um wieder singen zu können, war es erforderlich, mithilfe von Logopäden, Stimmbildnern und Gesangslehrern die Stimmbänder so zu trainieren, dass sie wieder zum Singen genutzt werden konnten. Insgesamt unterzog sich Keifer zudem sechs Operationen.
Schlagzeuger Fred Coury verließ unterdessen die Band und gründete mit dem ehemaligen Ratt-Sänger Stephen Pearcy die Band Arcade, mit denen er zwei Alben für Epic Records einspielte.
An den Aufnahmen zu Still Climbing wirkten Tom Keifer (Gesang, elektrische und akustische Gitarren und Slide-Gitarre), Eric Brittingham (E-Bass) und Jeff LaBar (Gitarre) mit. Sämtliche Schlagzeugaufnahmen wurden von Kenny Aronoff eingespielt, lediglich das bereits 1992 für den Film Wayne’s World entstandene und produzierten Lied Hot & Bothered war seinerzeit von Fred Coury aufgenommen worden. Weitere Gastmusiker ergänzten die Aufnahmen, unter ihnen Jay Davidson (Saxofon), Steve Jankowski (Trompete), Rosanna McNamara (Violine) und Gary Corbett (Keyboard), Produzent John Purdell steuerte außerdem Hammondorgel, Klavier und Percussion mit bei.
Das Album erschien am 8. November 1994 als CD und MC, in den USA wurde zusätzlich eine LP aus transparentem Vinyl angeboten. Als Singles wurden die Lieder Bad Attitude Shuffle, Freewheelin’ und All Comes Down ausgekoppelt.

## Titelliste
| Nr.          | Titel                  | Autor(en)                    | Besonderheiten                                             | Länge |
| ------------ | ---------------------- | ---------------------------- | ---------------------------------------------------------- | ----- |
| 1.           | Bad Attitude Shuffle   | Tom Keifer                   |                                                            | 5:32  |
| 2.           | All Comes Down         | Tom Keifer                   |                                                            | 5:02  |
| 3.           | Talk is Cheap          | Tom Keifer                   |                                                            | 4:01  |
| 4.           | Hard to Find the Words | Tom Keifer                   |                                                            | 5:46  |
| 5.           | Blood From a Stone     | Tom Keifer                   |                                                            | 4:52  |
| 6.           | Still Climbing         | Tom Keifer                   |                                                            | 5:22  |
| 7.           | Freewheelin’           | Tom Keifer                   |                                                            | 3:08  |
| 8.           | Through the Rain       | Tom Keifer                   |                                                            | 5:07  |
| 9.           | Easy Come Easy Go      | Tom Keifer                   |                                                            | 4:35  |
| 10.          | The Road’s Still Long  | Tom Keifer, Andy Johns       |                                                            | 6:08  |
| 11.          | Hot & Bothered         | Tom Keifer, Eric Brittingham | aufgenommen 1992, produziert von Gary Lyons und Tom Keifer | 3:57  |
| Gesamtlänge: | Gesamtlänge:           | Gesamtlänge:                 | Gesamtlänge:                                               | 53:27 |

## Rezeption
Still Climbing erreichte Platz 178 der US-amerikanischen Charts. Es ist das einzige Cinderella-Album, das keine Auszeichnung (Goldene Schallplatte) der RIAA erhalten hat. In Großbritannien war das Album mit Platz 88 der Charts vergleichsweise erfolgreich, in Deutschland konnte es sich gar nicht platzieren. Keine der veröffentlichten Singles erreichte die Charts, weder in den USA, noch in Europa.
Thomas Kupfer schrieb in Rock Hard, Cinderella gehörten in den USA „seit jeher zu jenen Acts, die eine Platin-Auszeichnung nach der anderen einheimsen konnten.“ In Europa sei die Band mehr „für gefühlvolle Balladen denn ihren Blues-beeinflußten Hardrock bekannt“ gewesen, über „einen gewissen Insiderstatus“ sei sie hier nie herausgekommen. Mit ihrem nun vierten Album wisse die Gruppe „nun positiv zu überraschen.“ Es tue „einfach gut, zwischen all den Grunge-, Alternative- und Prügel-Veröffentlichungen ein Album präsentiert zu bekommen, das schlicht und einfach Spaß“ mache. „Bahnbrechend Neues“ habe die Gruppe zwar nicht zu bieten, sie setze „auf die altbewährte Kombination aus guten Bluesrockern und Balladen,“ habe mit Blood From A Stone aber „auch eine Nummer in der Hinterhand, die das altbekannte Schema“ verlasse und „einen angenehmen Überraschungsmoment“ biete. Besonders gut sei die Gruppe immer dann, „wenn sie nicht die Erwartungshaltung des Hörers“ befriedige, sondern das Tempo anziehe und sich auch neuen Einflüssen nicht verschließe, „ohne dabei jedoch ihre Roots zu verleugnen.“ Free Wheelin’ erinnere allerdings „verdächtig Speed King und Highway Star von Deep Purple,“ was an der Wertung von acht Punkten jedoch nichts mehr ändere.